# أندريا ميلاني
أندريا ميلاني (13 ديسمبر 1919 بفيرونا في إيطاليا - ) هو لاعب كرة قدم إيطالي في مركز الوسط. لعب مع إنتر ميلان ونادي باليرمو ونادي بريشيا وهيلاس فيرونا واتحاد كلاسيو ‏ ومدينة الرياضة باغيرية ‏.